# Modello di dispersione esponenziale
Le famiglie di dispersione esponenziale sono un insieme di modelli parametrici, appartenenti a una classe più ampia, esprimibile tramite una funzione di distribuzione ascrivibile a
{\displaystyle p(y|\theta ,\phi )=\exp {\left\{{\frac {\theta y-b(\theta )}{a(\phi )}}+c(y,\phi )\right\}}}
in cui {\displaystyle y\in {\mathcal {S}}\subseteq \mathbb {R} }, {\displaystyle \theta \in \Theta \subseteq \mathbb {R} }, {\displaystyle \phi >0}, {\displaystyle a(\phi )>0}. Il parametro {\displaystyle \theta } è detto "parametro naturale", mentre {\displaystyle \phi } è detto "parametro di dispersione". Spesso {\displaystyle a(\phi )=\phi } oppure {\displaystyle a(\phi )=\phi /w}, con {\displaystyle w} costante nota. Inoltre, per alcuni importanti modelli, come Poisson, esponenziale e Bernoulli, {\displaystyle \phi =1}, dunque sono parametrizzate solo da {\displaystyle \theta }.
Esiste anche una versione vettoriale, che si applica per risposte {\displaystyle \mathbf {y} \in \mathbb {R} ^{k}} multivariate, ovvero
{\displaystyle p(\mathbf {y} |{\boldsymbol {\theta }},\phi )=\exp {\left\{{\frac {{\boldsymbol {\theta }}^{T}\mathbf {y} -b({\boldsymbol {\theta }})}{a(\phi )}}+c(\mathbf {y} ,\phi )\right\}}}
in cui {\displaystyle \phi } è ancora una grandezza scalare.
La trattazione delle famiglie di dispersione esponenziale nella forma sopra specificata risulta particolarmente funzionale alle analisi di regressione e allo studio dei modelli lineari generalizzati.

## Media, varianza e cumulanti di ordine superiore
Definendo la funzione generatrice dei cumulanti {\displaystyle K_{Y}(t|\theta ,\phi )} come il logaritmo della funzione generatrice dei momenti {\displaystyle M_{Y}(t|\theta ,\phi )=\mathbb {E} [e^{tY}]}, si ottiene
{\displaystyle {\begin{array}{l}M_{Y}(t|\theta ,\phi )=\mathbb {E} [e^{tY}]=\int _{\mathcal {S}}e^{ty}p(y|\theta ,\phi )dy=\exp \left\{{\frac {b(\theta +t\cdot a(\phi ))-b(\theta )}{a(\phi )}}\right\}\\[12pt]K_{Y}(t|\theta ,\phi )=\log M_{Y}(t|\theta ,\phi )={\frac {b(\theta +t\cdot a(\phi ))-b(\theta )}{a(\phi )}}\end{array}}}
da cui si possono ricavare i generici cumulanti di ordine {\displaystyle r} derivando {\displaystyle r} volte {\displaystyle K_{Y}} in {\displaystyle t=0}, risulta pertanto
{\displaystyle \kappa _{r}(Y)=\left.{\frac {\partial ^{r}K_{Y}(t|\theta ,\phi )}{\partial t^{r}}}\right|_{t=0}=a(\phi )^{r-1}b^{(r)}(\theta )}
dove {\displaystyle b^{(r)}} denota la derivata {\displaystyle r}-esima di {\displaystyle b}, {\displaystyle r=1,2,3,\dots } .
A partire da questo risultato è facile ottenere le espressioni per media e varianza della variabile {\displaystyle Y}:
{\displaystyle {\begin{array}{l}\mathbb {E} [Y]=\kappa _{1}(Y)=b'(\theta )\\[10pt]{\text{Var}}(Y)=\kappa _{2}(Y)=a(\phi )b''(\theta )\end{array}}}
e poiché {\displaystyle \mathrm {Var} (Y)>0} e {\displaystyle a(\phi )>0} consegue che {\displaystyle b''(\theta )>0}, vale a dire che {\displaystyle b(\theta )} è una funzione convessa e {\displaystyle b'(\theta )=\mu (\theta )=\mathbb {E} [Y]} è una funzione strettamente crescente, con dominio {\displaystyle \Theta } e codominio lo spazio delle medie {\displaystyle {\mathcal {M}}}, dunque anche biiettiva, con inversa {\displaystyle \theta (\mu )}.
I cumulanti di ordine 3 e 4 danno rispettivamente una misura di asimmetria e curtosi.

### Funzione di varianza
Si è visto {\displaystyle \mathrm {Var} (Y)} esprimibile come funzione di {\displaystyle \phi } e di {\displaystyle \theta }, ma poiché {\displaystyle \theta } è in relazione biunivoca con {\displaystyle \mu }, è possibile scrivere
{\displaystyle \mathrm {Var} (Y)=a(\phi )b''(\theta )=a(\phi )v(\mu )}
in cui {\displaystyle v(\mu )} viene denominata "funzione di varianza". La funzione di varianza caratterizza, assieme ad {\displaystyle a(\phi )}, una precisa famiglia di dispersione esponenziale. Ad esempio solo 6 famiglie della classe DE hanno funzione di varianza al più quadratica ({\displaystyle v(\mu )=\alpha +\beta \mu +\gamma \mu ^{2}}).

### Parametrizzazione con media e funzione di varianza
Per le ragioni presentate precedentemente si può pensare di esprimere l'intera distribuzione come espressione di media {\displaystyle \mu } e varianza {\displaystyle \sigma ^{2}=a(\phi )v(\mu )} e a tal fine introdurre una notazione compatta {\displaystyle Y\sim DE(\mu ,a(\phi )v(\mu ))}, con {\displaystyle \mu \in {\mathcal {M}},\ \phi >0,\ a(\phi )>0}.

## Principali famiglie di dispersione esponenziale
La classe delle famiglie di dispersione esponenziale, come visto, è in grado di racchiudere sia distribuzioni continue, che discrete. La tabella sottostante riassume i principali modelli che ne fanno parte, le loro caratteristiche e le relazioni tra i parametri tradizionali e quelli della dispersione esponenziale.
| Distribuzioni continue                       | Distribuzioni continue                                                | {\displaystyle {\mathcal {S}}}                                          | {\displaystyle \theta }                                 | {\displaystyle \Theta }      | {\displaystyle b(\theta )}            | {\displaystyle \phi }       | {\displaystyle a(\phi )}    | {\displaystyle {\mathcal {M}}} | {\displaystyle v(\mu )}      |
| -------------------------------------------- | --------------------------------------------------------------------- | ----------------------------------------------------------------------- | ------------------------------------------------------- | ---------------------------- | ------------------------------------- | --------------------------- | --------------------------- | ------------------------------ | ---------------------------- |
| Distribuzione normale                        | {\displaystyle {\mathcal {N}}(\mu ,\sigma ^{2})}                      | {\displaystyle \mathbb {R} }                                            | {\displaystyle \mu }                                    | {\displaystyle \mathbb {R} } | {\displaystyle \theta ^{2}/2}         | {\displaystyle \sigma ^{2}} | {\displaystyle \sigma ^{2}} | {\displaystyle \mathbb {R} }   | {\displaystyle 1}            |
| Distribuzione gamma                          | {\displaystyle Ga\left(\alpha ,{\frac {\alpha }{\mu }}\right)}        | {\displaystyle [0,+\infty )}                                            | {\displaystyle -1/\mu }                                 | {\displaystyle (-\infty ,0)} | {\displaystyle -\ln(-\theta ))}       | {\displaystyle 1/\alpha }   | {\displaystyle 1/\alpha }   | {\displaystyle (0,+\infty )}   | {\displaystyle \mu ^{2}}     |
| Distribuzioni discrete                       |                                                                       |                                                                         |                                                         |                              |                                       |                             |                             |                                |                              |
| Distribuzione binomiale (riscalata)          | {\displaystyle {\frac {1}{m}}Bi(m,\mu )}                              | {\displaystyle \left\{0,{\frac {1}{m}},{\frac {2}{m}},\dots ,1\right\}} | {\displaystyle \ln \left({\frac {\mu }{1-\mu }}\right)} | {\displaystyle \mathbb {R} } | {\displaystyle \ln(1+\exp(\theta ))}  | {\displaystyle 1}           | {\displaystyle 1/m}         | {\displaystyle (0,1)}          | {\displaystyle \mu (1-\mu )} |
| Distribuzione di Poisson                     | {\displaystyle Po(\mu )}                                              | {\displaystyle \mathbb {N} }                                            | {\displaystyle \ln {\mu }}                              | {\displaystyle \mathbb {R} } | {\displaystyle \exp(\theta )}         | {\displaystyle 1}           | {\displaystyle 1}           | {\displaystyle (0,+\infty )}   | {\displaystyle \mu }         |
| Distribuzione binomiale negativa (riscalata) | {\displaystyle {\frac {1}{r}}Bineg\left(r,{\frac {1}{1+\mu }}\right)} | {\displaystyle \mathbb {N} }                                            | {\displaystyle \ln \left({\frac {\mu }{1+\mu }}\right)} | {\displaystyle (-\infty ,0)} | {\displaystyle -\ln(1-\exp(\theta ))} | {\displaystyle 1}           | {\displaystyle 1/r}         | {\displaystyle (0,+\infty )}   | {\displaystyle \mu (1+\mu )} |

rientrano nella classe anche la distribuzione normale inversa e la distribuzione di Tweedie.